# Euro 6
Euro 6 è un insieme di standard europei sulle emissioni inquinanti che si applica ai veicoli stradali nuovi venduti nell'Unione europea. In particolare, tale norma è in vigore dal 1º settembre 2014 per le omologazioni di nuovi modelli mentre è diventata obbligatoria dal 1º settembre 2015 per tutte le vetture di nuova immatricolazione. L'Euro 6 ha sostituito l'Euro 5 e sarà sostituito dall'Euro 7.

## Limiti
Nell'ambito di una politica volta a ridurre l'inquinamento atmosferico, e sulla base degli studi relativi alla chimica ambientale dell'aria sugli inquinanti di fonte veicolare, lo standard Euro 6 limita le emissioni secondo schemi diversi.
Nel caso degli autoveicoli a benzina, il limite di CO rimane, come per l'Euro 5, fissato a 1 g/km (0,5 g/km per i motori diesel). Per i veicoli diesel, invece, i limiti di ossidi di azoto, si abbassano da 180 mg/km dell'Euro 5 a 80 mg/km, mentre quelli relativi agli idrocarburi totali (HC) + ossidi di azoto si abbassano da 230 mg/km dell'Euro 5 a 170 mg/km. In tabella vengono indicati i limiti dei principali gas inquinanti secondo il Regolamento 692/2008 (euro 6a ed euro 6b, ovvero la prima revisione della direttiva):
| Mezzo/classe veicolo                                                                     | Motorizzazione | CO            | HC                                                | NOx              | Particolato  | Unità di misura |
| ---------------------------------------------------------------------------------------- | -------------- | ------------- | ------------------------------------------------- | ---------------- | ------------ | --------------- |
| Autoveicolo e Autocarri leggeri M                                                        | Benzina        | 1             | 0,1                                               | 0,06             | 0,005/0,0045 | g/km            |
| Autoveicolo e Autocarri leggeri M                                                        | Diesel         | 0,5           | 0,17 (HC + NOx)                                   | 0,08             | 0,005/0,0045 | g/km            |
| Autocarri leggeri N ≤ 1.250 kg Autocarri leggeri ≤ 1.700 kg Autocarri leggeri > 1.700 kg | Benzina        | 1 1,81 2,27   | 0,1 0,13 0,16                                     | 0,06 0,075 0,082 | 0,005/0,0045 | g/km            |
| Autocarri leggeri N ≤ 1.250 kg Autocarri leggeri ≤ 1.700 kg Autocarri leggeri > 1.700 kg | Diesel         | 0,5 0,63 0,74 | 0,17 (HC + NOx) 0,195 (HC + NOx) 0,215 (HC + NOx) | 0,105 0,125      | 0,005/0,0045 | g/km            |

## Categorie Euro 6
Lo standard Euro 6 (direttive UE anti inquinamento) è suddiviso in classi che corrispondono a diversi modi per misurare consumi e livelli di inquinamento unitamente alle relative scadenze temporali di omologazione e immatricolazione dei nuovi veicoli. Una classe corrisponde a una determinata revisione di una o più norme UE.
Euro 6 è composto da cinque revisioni (che, dal punto di vista normativo, sono disciplinate da regolamenti UE diversi):
1. Euro 6a
2. Euro 6b
3. Euro 6c
4. Euro 6d-TEMP
5. Euro 6d

A parte Euro 6a, che riguardava alcuni veicoli diesel immatricolati fino a dicembre 2012, Euro 6 è entrato in vigore come Euro 6b. Dal 1º settembre 2018 non è più possibile immatricolare veicoli (leggeri) con tale revisione.
Euro VI revisione 6c è entrato in vigore dal 1º settembre 2017, come omologazione (come immatricolazioni la scadenza è avvenuta il 1º settembre 2018). Euro 6 revisione 6d prevede due fasi: la prima, temporanea (temp), che è obbligatoria (come immatricolazione) dal 1º settembre 2019, e la seconda, finale (immatricolazione nuove auto EU6d dal 1º gennaio 2021).
Euro 6d standard è obbligatorio per le auto omologate dal 1º gennaio 2020 e prevede una riduzione del 50% dei limiti di NOx misurati con la nuova procedura di prova (valori rilevati su strada), in vigore dal settembre 2017.
Sempre da settembre 2017 è cambiato anche lo standard per la rilevazione delle misure dei vari parametri di inquinamento. Il nuovo metodo si chiama "ciclo RDE (Real Driving Emissions)". Il WLTP (Worldwide Harmonized Light Duty Test Procedure) ha sostituito nel 2018 il NEDC.
Le vetture omologate dal 1º settembre 2019 appartenenti alla fase transitoria EURO 6D-TEMP sono immatricolate con la versione Euro 6D TEMP EVAP e/o ISC cioè sono conformi alla seconda fase del WLTP.
A volte gli operatori utilizzano, a livello divulgativo e promozionale, delle sigle semplificatrici (non previste dalle norme), tipo "Euro 6.2" o simili per intendere, ad esempio, l'adozione della metodologia di prova RDE (inquinamento in condizioni reali di guida) per il motore delle serie reclamizzate. Si tratta di sigle di fantasia, le uniche valide normativamente sono quelle che identificano le cinque classi Euro 6 (nonché i riferimenti alle relative direttive applicabili). Oltretutto, essendo prescrizioni obbligatorie per i costruttori e non una libera scelta commerciale, per le diverse scadenze temporali, è fuorviante pubblicizzarne l'implementazione.
È sempre consigliabile verificare la corretta revisione normativa (a, b, c, d-TEMP o d) indipendentemente dalla versione comunicata dall'operatore o da sigle inventate.

## Normative di riferimento
Attualmente (dicembre 2019) le 5 classi che compongono Euro VI sono regolamentate dalle seguenti direttive UE (la normativa UE è in continua evoluzione, pertanto verificare lo stato di aggiornamento sul sito web del ministero dei trasporti o fonti autorevoli):
da leggere "REG CE" o "REG UE" seguito dal numero/anno del regolamento
- 715/2007*566/2011 (EURO 6A CON DISP ANTIPART)
- 715/2007*566/2011 (EURO 6A)
- 715/2007*566/2011 (EURO 6B CON DISP ANTIPART)
- 715/2007*566/2011 (EURO 6B)
- 715/2007*692/2008 (EURO 6A CON DISP ANTIPART)
- 715/2007*692/2008 (EURO 6A)
- 715/2007*692/2008 (EURO 6B CON DISP ANTIPART)
- 715/2007*692/2008 (EURO 6B)
- 136/2014 (EURO 6A)
- 136/2014 (EURO 6B)
- 136/2014 (EURO 6C)
- 143/2013 (EURO 6A)
- 143/2013 (EURO 6B)
- 143/2013 (EURO 6C)
- 195/2013 (EURO 6A)
- 195/2013 (EURO 6B)
- 195/2013 (EURO 6C)
- 630/2012 (EURO 6A)
- 630/2012 (EURO 6B)
- 630/2012 (EURO 6C)
- 595/2009*133/2014A (EURO 6)
- 595/2009*133/2014B (EURO 6)
- 595/2009*133/2014C (EURO 6)
- 459/2012 (EURO 6A)
- 459/2012 (EURO 6B)
- 459/2012 (EURO 6C)
- 2015/45 (EURO 6B)
- 2016/427 (EURO 6B, EURO 6C, EURO 6D-TEMP, EURO 6D)
- 2016/646 (EURO 6B, EURO 6C, EURO 6D-TEMP, EURO 6D)
- 2017/1347 (EURO 6D-TEMP, EURO 6D)
- 2018/1832 (EURO 6C, EURO 6D-TEMP, EURO 6D TEMP EVAP e/o ISC, EURO 6D)
- 2018/985 (fase IV, fase V)

Dall'Euro 1 all'Euro 6 le normative riferibili ai carburanti sono rimaste sostanzialmente invariate.

## Prime auto Euro 6
Già dal 2011 incominciarono ad entrare nei listini di vendita le prime vetture Euro 6, in particolare per alcune motorizzazioni e modelli delle seguenti case:
- Audi (A4, TT, Q7)
- BMW (Serie 3, Serie 5, Serie 7)
- Mercedes-Benz (E, S, R, M, GL)

Nel 2012 furono commercializzate altre vetture Euro 6 a prezzi più abbordabili, in particolare la Citroën C4 Picasso 2.0 BlueHdi, alcune versioni diesel della Hyundai Santa Fe, tutte le versioni diesel della Mazda CX-5, la Opel Meriva con motore 1.4 Turbo da 120 CV e tutte le versioni a benzina della Fiat 500L.